# Калман Миксат
Калман Миксат (на унгарски: Kálmán Mikszáth) е унгарски журналист, политик и писател на произведения в жанра драма, биография, сатира и исторически роман.

## Биография и творчество
Калман Миксат е роден на 16 януари 1847 г. в село Шклабоня, Кралство Унгария, Австрийска империя (днес Склабина в Словакия), в заможното земеделско семейство на Янош Миксат и Мария Верес. Основното си образование получава в Римавска Собота. В училище пише първата си проза и стихотворения.
Учи право в университета в Будапеща в периода от 1866 до 1869 г., но не завършва. През 1871 г. се връща и работи като съдебен служител в Баласагярмат. През 1872 г. започва да работи като адвокат и продължава да пише като журналист публикувайки статии в различни вестници в столицата.
На 13 юли 1873 г. се жени за Илона Мария Маукс. Същата година родителите му умират от епидемия от холера, а той и съпругата му се местят в столицата, живеейки в нищета. Първото им дете умира след раждането, а съпругата му се прибира при родителите си. Тъй като няма редовен доход за издръжка на семейството си, се развежда през 1978 г. По-късно, след като има редовен доход, те се женят повторно през 1883 година. Имат три деца: Калман, Алберт и Янос.
Поради финансовите си затруднения през 1878 г. се премества в Сегед, където работи в тясно сътрудничество с местния вестник „Сегед Напло“. Ранните му кратки истории се основаваха на живота на селяните и занаятчиите и нямат особен успех. Те обаче демонстрираха умението му да изработва хумористични анекдоти, които ще бъдат развити в по-късните му, по-популярни творби.
През 1881 г. се завръща в Будапеща, където става помощник-редактор на списанието „Ország-Világ“, а после става журналист в „Pesti Hírlap“. Като журналист става популярен със сатиричните се статии (често под псевдоним) заедно с писателя Мор Йокай. Оттогава се насочва сериозно към литературата и става член на организацията Общество „Петьофи“.
Първият си успех постига с романа „A tót atyafiak“ от 1881 г. Със следващите си произведения – „Странна сватба“, „Случаят с младия Ности и Мари Тот“, „Чадърът на свети Петър“ и „Черният град“ става един от водещите писатели на унгарската диаспора.
Много от неговите романи съдържат социални коментари и сатира и към края на живота му те стават все по-критични към аристокрацията и тежестта, която той вярва, че последната поставя върху унгарското общество.
Един от най-популярните му романи, „Чадърът на свети Петър“, е любим на президента Теодор Рузвелт, който се среща с Калман Миксат по време на европейската си обиколка през 1910 г., за да го поздрави.
През 1882 г. Миксат става член на организацията Общество „Карой Кишфалуди“, а през 1896 е избран за президент на Будапещенската асоциация на журналистите. През 1899 г. става член на Унгарската академия на науките.
Той е член на Либералната партия и през 1887 г. е избран за Национално събрание на Унгария (един от двата висши законодателни органа в Австро-Унгария). До 1879 г. е представител за района на Илиефалва в Трансилвания, а от 1892 г. до смъртта си той представлява окръг Фогарас.
Калман Миксат умира на 28 май 1910 г. в Будапеща.
След смъртта му много от неговите произведения са екранизирани във филми и сериали.

## Произведения
частична библиография
- A batyus zsidó lánya (1871)
- Ami a lelket megmérgezi (1871)
- A lutri (1872)
- Nibelungok harca (1873)
- Elbeszélések (1874)
- Pecsovics világ (1874)
- A vármegye rókája (1877)
- Még újabb fény- és árnyképek (1878)
- Falunk véneinek édes visszaemlékezése (1879)
- A tót atyafiak (1881)
- A jó palócok (1882)
- Nemzetes uraimék (1882 – 83)
- Jókai Mór, vagy a komáromi fiú, ki a világot hódította meg (1883)
- Az apró dzsentri és a nép (1884)
- Nemzetes uraimék (1884)
- A két koldudiák (1885)
- A lohinai fű (1885)
- A tisztelt ház (1886)
- A beszélő köntös (1889)
- Kísértet Lublón (1892 – 93)
- Az eladó birtok (1893)
- Beszterce ostroma (1894)
- Szent Péter esernyője (1895)
Чадърът на свети Петър, изд.: „Хр. Г. Данов“, Пловдив (1962), изд. „Стигмати“ (2010), прев. Николина Атанасова
- Prakovszky, a süket kovács (1897)
- Gavallérok (1897)
- Új Zrínyiász (1898)
- Különös házasság (1900)
Странна сватба, изд.: „Народна култура“, София (1956), прев. Борис Ников
- Szelistyei asszonyok (1901)
- Sipsirica (1902)
- Akli Miklós (1903)
- A vén gazember (1906)
- Noszty fiú esete Tóth Marival (1906 – 1907)
Случаят с младия Ности и Мари Тот, изд.: „Народна култура“, София (1958), прев. Михаил Колачев, Борис Ников
- A fekete város (1908 – 1910)
Черният град, изд.: „Народна култура“, София (1976), прев. Борис Ников

### Разкази (превод на български)
- Късметът на Пали Сюч в „Литературен вестник“ (2010), прев. Нели Димова

## Екранизации
- 1917 Szent Péter esernyöje
- 1924 Egy fiúnak a fele
- 1928 Der fesche Husar – по „Случаят с младия Ности и Мари Тот“
- 1932 A vén gazember
- 1933 ...und es leuchtet die Pußta – по „A vén gazember“
- 1935 Szent Péter esernyöje
- 1938 A Noszty fiú esete Tóth Marival
- 1938 Ihr Leibhusar – по „Случаят с младия Ности и Мари Тот“
- 1941 Eladó birtok
- 1941 A beszélö köntös
- 1942 Gentryfészek
- 1946 Egy fiúnak a fele
- 1948 Beszterce ostroma
- 1951 Különös házasság
- 1958 Szent Péter esernyöje
- 1960 A Noszty fiú esete Tóth Marival
- 1963 Prakovszky a siket kovács
- 1964 Mit csinált Felséged 3-tól 5-ig? – по „Szelistyei Asszonyok“
- 1964 Az én kortársaim
- 1966 Graf Kozsibrovszky macht ein Geschäft
- 1969 A beszélö köntös
- 1970 Házasodj, Ausztria!
- 1971 Egy éj az Arany Bogárban
- 1971 Sankt Peters Regenschirm
- 1972 A fekete város
- 1973 Itt járt Mátyás király
- 1976 Hungária kávéház – ТВ сериал, 1 епизод
- 1976 Kísértet Lublón
- 1976 Beszterce ostroma – ТВ минисериал, 3 епизода
- 1980 A Sipsirica – ТВ сериал
- 1981 Dorf ohne Männer
- 1984 Különös házasság – ТВ минисериал, 4 епизода
- 1986 Akli Miklós
- 1992 Egy éj az Arany Bogárban
- 1995 A körtvélyesi csíny
- 2010 Éji séták és éji alakok